# Sirocco (wind)

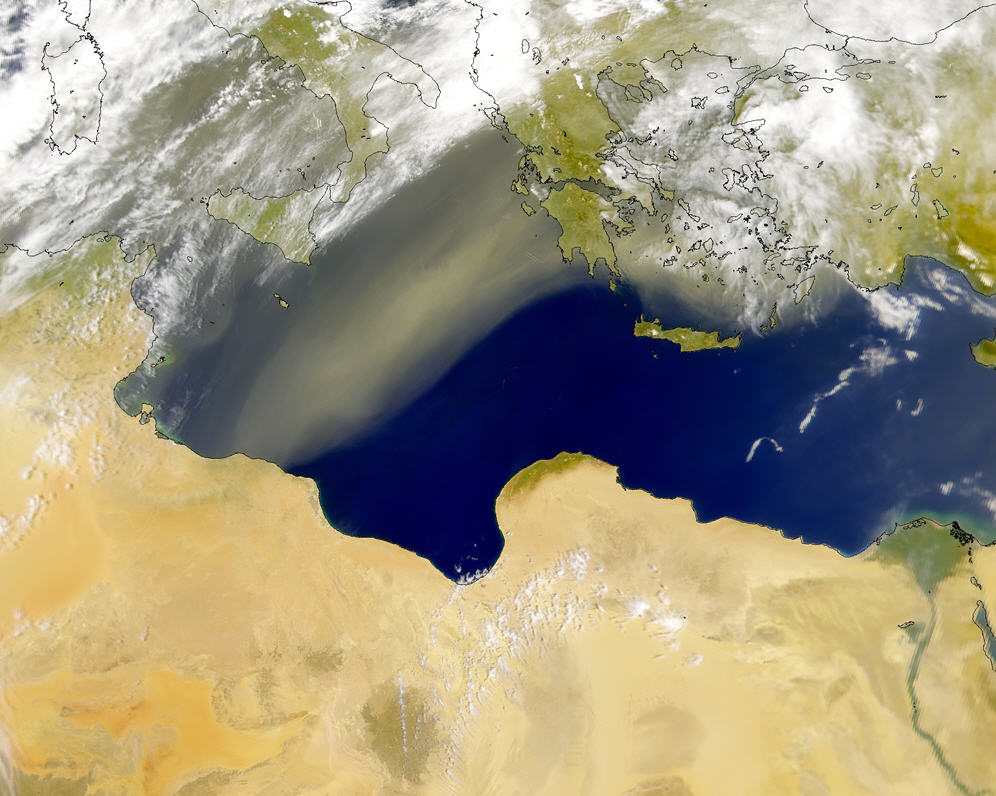
Sirocco vanuit Libië blaast stof over Zuid-Europa (26 maart 2001)

De sirocco, ook wel scirocco, siroc of jugo, is een zuidelijke wind, die hete en droge lucht uit de Sahara naar het noorden voert.

## Verschijnselen
De sirocco begint door een warme, droge, tropische luchtmassa die naar het noorden wordt gedrukt door lage-druk-cellen die zich via de Middellandse Zee naar het oosten verschuiven. De hetere, drogere continentale lucht mengt met de koudere, nattere lucht van de maritieme cycloon en de tegen-de-klok-indraaiende circulatie duwt de gemixte lucht naar de zuidkusten van Europa.
De lucht, die de sirocco aanvoert, is verontreinigd met zand en stof dat in de landen rond de Middellandse Zee met regen naar beneden komt. In Griekenland wordt de "rode regen" brengende wind de Gharbi genoemd. Op satellietopnamen is het spoor van zand en stof dat de Middellandse Zee oversteekt terug te vinden en als de luchtstromingen in een groot deel van Europa zuidelijk zijn kan het stof veel verder noordwaarts komen. Ook in Nederland bevat de regen soms uit de Sahara afkomstig stof.
Deze winden met snelheden van bijna 100 kilometer per uur komen het meeste voor tijdens de lente. De hoogtepunten zijn in maart en november.

## Effecten op de mens
De sirocco zorgt voor stoffige en droge condities langs de noordelijke kust van Afrika, storm in het Middellandse Zeegebied, en koud, nat weer in Europa. De sirocco duurt doorgaans een halve dag of enkele dagen. Mensen kampen met problemen door de stoffige hitte langs de Noord-Afrikaanse kustregio's of met de koudere vochtigheid in Europa. Het stof dat de sirocco met zich meebrengt kan schade toebrengen aan machineapparaten en woningen.
De woestijnwind, die ook wel de Afrikaanse pest wordt genoemd, leidt bij een deel van de bevolking tot verschijnselen als migraine en slapeloosheid. De hete wind houdt de mensen ook 's nachts uit de slaap omdat het dan weinig afkoelt. In het uiterste zuiden van Italië komt de temperatuur onder deze omstandigheden soms de hele nacht niet onder de 30 graden en overdag kan het in het uiterste zuiden van Europa 40 tot 45 graden worden.

## Het woord sirocco
Sirocco komt van het Arabische woord voor 'oostelijk' (sharqiy, شرقي), maar toch staat de naam voor een zuidelijke wind. Op sommige plekken staat deze wind echter bekend als de qiblih. De Arabische benaming sirocco houdt verband met lagedrukgebieden die in het gebied van de Middellandse Zee naar het oosten trekken. Aan de voorzijde van zo een depressie steekt een zuidenwind op die de hete woestijnlucht meevoert.
De sirocco komt het vaakst voor in het voorjaar, maar kan het hele jaar door optreden.
Veel landen hebben een eigen naam aan deze wind gegeven: Chergui (Algerije), Chili (Tunesië), Ghibli (Libië), Khamsin (Egypte), Sharkiye (Jordanië), Shamal (Irak) en Sharav (Israël). De Spanjaarden spreken over de leveche, op de Canarische Eilanden waait de calima, Italiaanse, Griekse en Franse (Corsica) weerberichten hebben het over de sirocco. In het algemeen komt de temperatuur dankzij deze woestijnwind zo'n 10 graden boven het normale gemiddelde te liggen en daalt de relatieve luchtvochtigheid in de landen ten zuiden van de Middellandse Zee tot minder dan 30%. Boven zee pikt de lucht vocht op zodat de sirocco in het zuiden van Griekenland, Italië en Spanje benauwd aanvoelt.
De sirocco die neerslaat aan de kust van Frankrijk is vochtiger en staat bekend als de marin.
De Volkswagen Scirocco, de Maserati's Ghibli en Khamsin, en de in juni 2021 aangekondigde en in januari 2022 geopende Efteling-attractie Sirocco (een update van de attractie Monsieur Cannibale) zijn naar deze wind genoemd.
Andere winden in de regio zijn de bora of bura (noordwestelijke wind) en de lebeccio/lebić (zuidwestelijke wind).
- De tekst op deze pagina, een eerdere versie daarvan of een deel van de tekst is afkomstig van de website van het KNMI.